# دانیل اچ پینک
دانیل اچ پینک (انگلیسی: Daniel H. Pink؛ زادهٔ ۱۹۶۴ (۶۰–۶۱ سال)) نویسنده آمریکایی کتاب‌های علوم رفتاری و مدیریت که چهار اثر او جزو پرفروشترین‌های نیویورک تایمز است.